# Verena Butalikakis
Verena Butalikakis (Berlin-Ouest, 26 mars 1955 - 8 février 2018) est une femme politique allemande. 